# Qahāvand
Qahāvand (persiska: قهاوند) är en ort i Iran.   Den ligger i provinsen Hamadan, i den nordvästra delen av landet, 240 km väster om huvudstaden Teheran. Qahāvand ligger 1 624 meter över havet och antalet invånare är 2 407.
Terrängen runt Qahāvand är platt åt nordost, men åt sydväst är den kuperad.Runt Qahāvand är det ganska tätbefolkat, med 199 invånare per kvadratkilometer. Qahāvand är det största samhället i trakten. Trakten runt Qahāvand består i huvudsak av gräsmarker.